# Canon EOS 1200D
Canon EOS 1200D — цифровий дзеркальний фотоапарат початкового рівня серії EOS компанії Canon. Орієнтований на непрофесійних фотографів, вперше анонсований 11 лютого 2014 року. Наступна модель цього рівня — Canon EOS 1300D була анонсована у березні 2016 року.

## Характеристики
- 18.0 ефективних мегапікселя APS-C CMOS сенсор.
- Розміри сенсора: APS-C 22,3 мм × 14,9 мм
- Кроп фактор: 1,6×
- Процесор обробки зображень DIGIC IV.
- 3,0-дюймовий TFT LCD монітор розрішенням 460 000 точок.
- 9-ми точковий автофокус з центральною хрестоподібною точкою.
- EOS вузол самоочищення сенсора.
- Безперервна зйомка з максимальною швидкістю до 3-х кадрів в секунду в режимі JPEG у кількості 69 кадрів та в кількості 6 кадрів в форматі RAW та 4 кадра в форматі RAW+JPEG Large/Fine.
- Світлочутливість ISO 100—6400 (з розширенням до 12800).
- Тип об'єктива Canon EF, Canon EF-S.
- Зйомка відео в Full HD, а також зйомка в HD с частотою 60 кадрів в секунду.
- Формати файлів: JPEG, RAW (14-бітний Canon), RAW+JPEG
- Батарея Canon LP-E10
- Приблизна вага 480 гр.